# Bücherverluste in der Spätantike
Die Bücherverluste in der Spätantike (der Epoche zwischen dem späten 3. und dem späten 6. Jahrhundert) stellen eine unwiederbringliche Einbuße für das kulturelle Erbe der klassischen Antike dar, das zu großen Teilen in den antiken Buchformen niedergelegt war. Durch den Überlieferungsverlust eines Großteils der antiken griechischen und lateinischen Literatur ist die Anzahl der Werke, die bis in die Neuzeit erhalten geblieben sind, äußerst gering. Die meisten der dennoch überlieferten Texte sind in mittelalterlichen Abschriften bewahrt, originale Textzeugnisse der Antike sind nur sehr wenige erhalten.

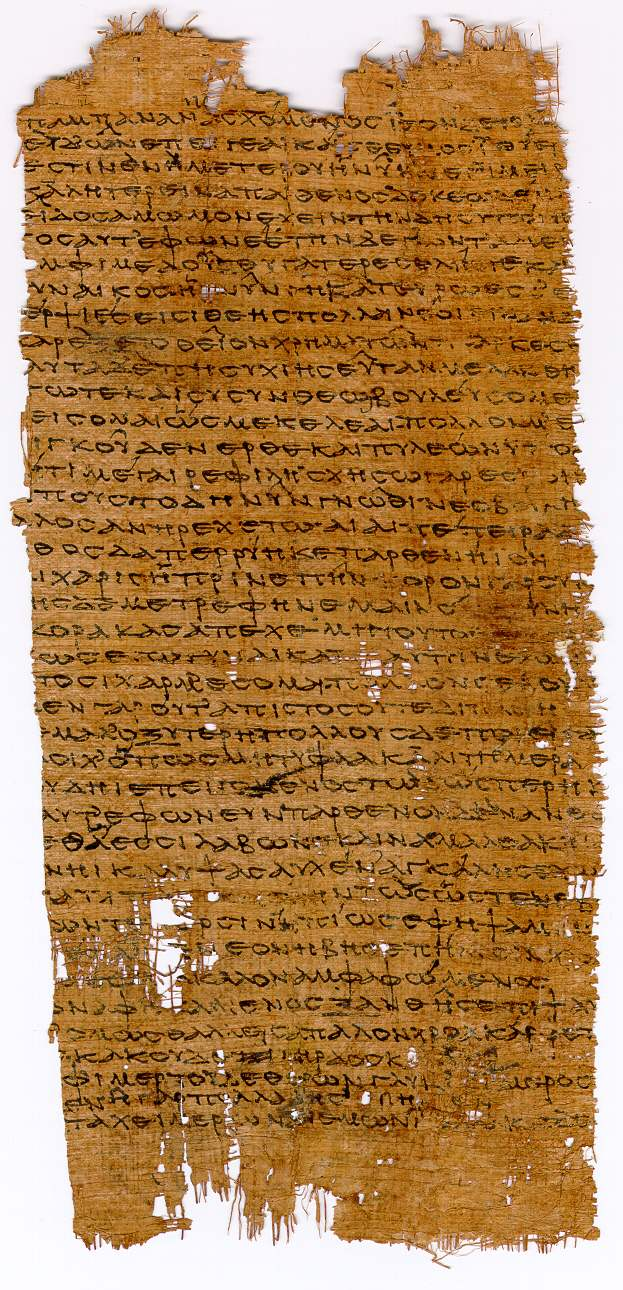
Beschriebener Papyrus, P. Köln II 58 (1./2. Jahrhundert), mit Versen des Archilochos in altgriechischer Sprache

Die Gründe für diesen massiven Verlust sind vielfältig und umstritten. Ein Einschnitt kann in der sogenannten Reichskrise des 3. Jahrhunderts gesehen werden. Belegt sind systematische Vernichtungen christlicher Schriften während der Christenverfolgung sowie paganer („heidnischer“) Schriften im Zuge der Christianisierung des Römischen Reiches. Andere Ursachen dürften im kulturellen Niedergang und den Wirren der Völkerwanderungszeit besonders im Westen zu finden sein, als zahlreiche Buchbestände kriegerischen Zerstörungen zum Opfer gefallen sein dürften und mit den gebildeten Eliten die noch verbleibenden kulturellen Träger der Überlieferung schwanden. Veränderungen der Medien – so die Umschreibung vom Beschreibstoff Papyrus auf Pergament und von der Schriftrolle zum Codex – sowie des literarischen Kanons und des Schulwesens bildeten weitere Barrieren. Die Überlieferung von Werken endete, wenn sie nicht in das neue Medium umgeschrieben wurden.
Während im byzantinischen Reich die literarische Tradition der Antike noch bis zum Fall Konstantinopels – wenn auch in unterschiedlicher Ausprägung – gepflegt wurde, bewahrte am Ende der Antike im lateinischen Westen nur eine kleine Elite von Wohlhabenden und Gebildeten das literarische Erbe der Antike in geringerer Auswahl. Zu diesem Kreis gehörte der aus einer senatorischen Familie stammende Cassiodor, der im 6. Jahrhundert die für ihn noch erreichbaren Reste antiker Literatur sammelte und in Vivarium die klösterliche Buchproduktion des Mittelalters begründete. Besonders im 7. und 8. Jahrhundert wurden Handschriften sowohl klassischer Autoren als auch einiger christlicher Autoren teils gelöscht und erneut beschrieben. Unter dem spärlichen Bestand dieser heute noch erhaltenen ältesten lateinischen Handschriften sind die meisten Handschriften mit Texten klassischer Autoren nur noch als Palimpseste erhalten. Die anschließende karolingische Renaissance, in der die Produktion von Handschriften klassischer Texte wieder auflebte, hatte somit für die Überlieferung eine umso größere Bedeutung. Die Gründe für die Anfertigung von Palimpsesten waren vielfältig. Ausschlaggebend waren in der Regel praktische Erwägungen wie die Kostbarkeit des Materials, Schriftumstellung oder verändertes literarisches Interesse, bei klassischen und häretischen Texten wohl auch religiöse Motive.
Die Folgen des Verlusts großer Teile der antiken Literatur waren beträchtlich. Erst mit der Erfindung des Buchdrucks im 15. Jahrhundert wurden die erhaltenen antiken Texte allmählich wieder für einen größeren Leserkreis zugänglich. Viele Errungenschaften der Neuzeit wurden durch diese Schriften direkt oder indirekt mit angeregt. Bestandszahlen wie in der Antike erreichten neuzeitliche Bibliotheken wohl erst wieder im 19. Jahrhundert.

## Der Bücherbestand der Antike und seine Überlieferung
Durch die Überlieferung in Bibliotheken, also vor den Papyrusfunden ab 1900, waren von der griechischen Literatur vor dem Jahr 500 etwa 2000 Autorennamen bekannt, aber nur von 253 Autoren waren zumindest Teile ihrer Schriften erhalten. Für die römische Literatur waren es 772 Autorennamen, bei denen von 144 Autoren Schriften erhalten sind. Dies führte zu der häufig anzutreffenden Schätzung, wonach weniger als 10 % der antiken Literatur überliefert wurden. Die fast 3000 Autorennamen stellen dabei eine Mindestzahl dar, nämlich die in überlieferten Texten erwähnten. Neben vielen christlichen handelt es sich dabei überwiegend um klassische Schulautoren, nicht jedoch um den Gesamtbestand antiker Titel. Bezogen auf den Gesamtzeitraum der Antike stellten die christlichen Autoren allerdings nur eine relative Minderheit dar.
Eine Abschätzung des antiken Bestandes an Titeln und Büchern ist nur indirekt über die Bibliotheksgeschichte möglich. Die bekannteste Bibliothek der Antike, die Bibliothek von Alexandria, wuchs von 235 v. Chr. bis 47 v. Chr. von 490.000 auf 700.000 Rollen, größtenteils in griechischer Sprache. Eine Rolle entsprach etwa einem Titel (siehe Bücher in der Antike). Die Titelproduktion der griechischen Welt betrug demnach mindestens 1100 pro Jahr. Hochgerechnet auf das Jahr 350 ergäbe das einen Bestand von etwa einer Million Titel.
Den erheblichen Bruch in der Überlieferungsgeschichte zeigt diese Statistik der Bibliotheksbestände, soweit bekannt oder hochgerechnet, von der Antike bis zur Neuzeit. Demnach erreichten europäische Bibliotheken erst im 19. Jahrhundert wieder vergleichbar große Bestandszahlen wie die Bibliotheken der Antike.
Der Umfang des lateinischen Schrifttums lässt sich nicht genau bestimmen, könnte aber eine vergleichbare Größenordnung erreicht haben. Da eher triviale Werke aus den Provinzen wahrscheinlich keinen Eingang in die großen Bibliotheken fanden, könnte der Gesamtbestand antiker Titel die Millionengrenze auch sehr deutlich überschritten haben. Unter der geschätzten Annahme einer durchschnittlichen Verbreitung von 10–100 Kopien wäre dies eine Anzahl von Rollen bzw. Büchern im zweistelligen Millionenbereich. Von diesen Millionen Büchern aus der Zeit vor 350 ist kein einziges in einer Bibliothek überliefert worden. Alle Quellen aus vorchristlicher Zeit, also etwa vor 350, wurden wahrscheinlich nur als christliche Editionen überliefert, die seit dem 3./4. Jahrhundert (im Westen besonders im 4. Jahrhundert) erstellt wurden.
Die Anzahl der überlieferten antiken Texte (ohne Funde) wurde bisher noch nicht genau bestimmt. Die Größenordnung dürfte bei etwa 3000 liegen, 1000 davon in Latein. Der größte Teil davon liegt nur in Bruchstücken vor. Das gesamte überlieferte nichtchristliche Textvolumen umfasst zumindest in Latein wahrscheinlich weniger, als in 100 Codices passen würde. Der Bruch im Bestand antiker Titel ist daher erheblich und könnte in der Größenordnung von eins zu 1000 liegen. Nach dieser Rechnung hätten sogar nur 0,1 % oder nur einer von 1000 Titeln überlebt. Diese Zahl ergibt sich, wenn man einen geschätzten Gesamtbestand an Titeln von einigen Millionen den einigen 1000 überlieferten Titeln gegenüberstellt, oder wenn man – unabhängig davon – die letzte antike und um das Jahr 475 mit 120.000 Büchern abgebrannte Bibliothek von Konstantinopel mit der ersten bekannten mittelalterlichen von Cassiodor im Westen vergleicht, die 576 rund 100 Codices besaß.

## Der Bücherverlust

### Antike Bestände
In der Antike gab es eine große Zahl an Bibliotheken. Öffentliche Stadtbibliotheken und private Bibliotheken mit 20.000 bis 50.000 Rollen sind bekannt, sowohl in Rom (29 öffentliche um 350) als auch in den Provinzen. Bei Caesars Besuch in Alexandria verbrannte wahrscheinlich nicht die große Bibliothek, sondern vielleicht nur ein Lagerhaus am Hafen mit 40.000 Rollen, die als Jahresproduktion für den Export bestimmt gewesen sein könnten. Als gesichert gilt, dass Alexandria noch lange danach ein Buch- und Gelehrtenzentrum blieb. Die Bibliothek von Alexandria umfasste bereits in hellenistischer Zeit mehr als 490.000 Rollen, diejenige in Pergamon 200.000 Rollen. Spätestens in der Kaiserzeit dürften einige Städte dieses Niveau erreicht haben, da eine Bibliothek ein Statussymbol war.
Über die Bestandszahlen der großen Bibliotheken Roms sind keine Angaben überliefert. Archäologisch kann über die Größe von Wandnischen für Bücherschränke bei der Palatina und der Ulpia Trajana auf mindestens 100.000 Rollen geschlossen werden. Wahrscheinlich befanden sich darin aber nur die kostbarsten Rollen. Auch die Bibliothek von Pergamon hatte fast alle ihre Bestände in Depoträumen. Von der Größe der Gebäude her hätten die Hauptbibliotheken Roms, wie auch jene in Alexandria und Athen, jeweils Millionen Rollen Platz geboten. Bei einer solchen geografischen Verteilung der antiken Literatur konnten einzelne Ereignisse wie der Verlust einer Bibliothek für die Überlieferung kein wesentliches Problem darstellen.

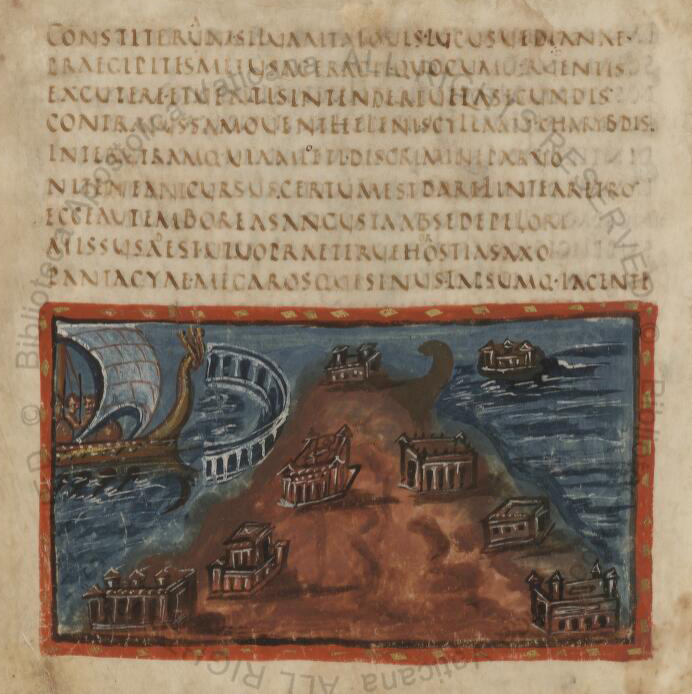
Seite aus einem der ältesten überlieferten Bücher, dem Vergilius Vaticanus (um 400), einer Prachthandschrift der Dichtungen Vergils. Der gute Zustand zeigt, dass Bücher aus der Zeit vor 300 sich bis heute hätten erhalten können.

### Mögliche Verlustursachen
Die Schriften einiger antiker Autoren dürften bereits vor der Spätantike zerstört worden sein, wie das Beispiel des Titus Labienus zeigt, dessen Schriften auf Befehl des Augustus wegen Majestätsbeleidigung verbrannt worden sind. Allerdings dürfte es sich um eine Minderheit handeln.
Besonders in älteren Überblicksdarstellungen ist die Umschreibungs-/Verrottungsthese verbreitet, der zufolge um 400 eine Umschreibung von Papyrusrollen auf Pergamentcodices stattgefunden habe. In der christlich dominierten Zeit oder sogar schon früher habe die Gesellschaft dann das Interesse an den nichtchristlichen Rollen verloren. Sie seien daher nicht weiter kopiert worden und im Laufe des Mittelalters in Bibliotheken verrottet, während die haltbareren Pergamentcodices überdauerten.
Auch ist der Forschungsliteratur oft nicht zu entnehmen, wie groß der Verlust überhaupt war. Die Gesamtdarstellung der Überlieferungsgeschichte von Reynolds und Wilson (Scribes and Scholars) etwa gibt keine Angaben zur Größe der Bibliotheken des Cassiodor und des Isidor von Sevilla. Es werden heute verlorene Schriften erwähnt, die um 600 noch zitiert worden seien, ohne zu erörtern, ob dabei aus den Originalwerken oder aus bereits vorliegenden Exzerpten zitiert worden ist, wie dies für Isidor nachgewiesen worden ist. Verbreitet ist die Annahme, dass neben oder sogar noch vor den Zerstörungen der Völkerwanderungszeit die Christianisierung mit ein Faktor für die Verluste antiker Literatur war.
Papyrologen bezweifeln die Vermutung einer geringeren Haltbarkeit von Papyrus. Roberts und Skeat, die das Thema in The Birth of the Codex 1983 untersuchten, stellten fest, dass der Papyrus unter normalen Lagerungsbedingungen in seiner Haltbarkeit dem Pergament nicht nachsteht:

„Die Haltbarkeit beider Materialien unter Normalbedingungen unterliegt keinem Zweifel. Man könnte hierbei auf die Vielzahl gefundener Papyri verweisen, die eine langlebige Erhaltung der Schrift aufweisen, doch ist dies gar nicht mehr notwendig, da der Mythos, dass Papyrus kein haltbares Material sei, zuletzt autoritativ und – so sollte man hoffen – endgültig durch Lewis widerlegt worden ist.“

Neuere Studien gehen daher von einer langen Haltbarkeit des Papyrus aus. Um 200 konnte man in einer Bibliothek in Rom eine 300 Jahre alte Papyrusrolle aus der Gründungszeit römischer Bibliotheken lesen. Das Material hätte sicherlich über 400 Jahre aushalten müssen. Aber nach 800 haben die vielen antiken Rollen nicht mehr existiert, wie aus den Katalogen und der Kopiertätigkeit dieser Zeit erschlossen werden kann. Sowohl im lateinischen Westen als auch im griechischen Osten konnte man ab 800 nur noch auf Codices zurückgreifen, die nach 400 geschrieben waren.
Außerdem enthalten die Codices Latini Antiquiores (C.L.A.) mindestens 7 Papyrus-Codices, die in Bibliotheken aus der Zeit zwischen 433 und 600 bis heute zumindest in Teilen überlebten. Einer, C.L.A. #1507, um 550, liegt in Wien und hat noch 103 Seiten. Wenn diese 1500 Jahre überdauern konnten, hätten die vielen anderen mindestens 400 Jahre halten müssen. Der Verlust kann also nicht durch die mangelnde Haltbarkeit von Papyrus, Rollen oder Codices erklärt werden.
Es sieht so aus, als seien nach der Umschreibung auf Codices nach 400 plötzlich viel weniger Bücher und diese nur noch in Form von Codices aus Pergament produziert worden. Die in Oxyrhynchos gefundenen Buchrollen (ca. 34 % der gesamten Papyri, 66 % waren Urkunden) zeigen eine rege Buchproduktion im 2. und 3. Jahrhundert (655 und 489 Stück) und einen massiven Einbruch im 4. und 5. Jahrhundert (119 und 92 Stück) sowie nur noch eine geringe Produktion danach (41, 5 und 2 Stück nach dem 7. Jahrhundert, als auch die Stadt verschwand). Es muss allerdings offenbleiben, inwieweit dies auf einen eventuellen Bevölkerungsrückgang zurückzuführen ist.
Ein ähnliches Bild zeigen die C.L.A. für das lateinische Europa. Danach wurden von 400 bis 700 im lateinischen Europa außerhalb Italiens etwa 150 Codices überliefert. Davon entfallen 100 nur auf Frankreich. Das bestätigt auch die weitere Paläografie nach dem Zeitraum der C.L.A. Die Bestände der großen Klosterbibliotheken um 900 der Klöster Lorsch, Bobbio, Reichenau, die jeweils um 700 Codices enthielten, stammen fast alle aus der Zeit nach 750 und zeigen damit die so genannte Karolingische Renaissance. Für viele antike Bücher stammen die ältesten heute erhaltenen Kopien aus dieser Zeit. Wahrscheinlich kopierte man damals Bücher aus dem 5. Jahrhundert, die heute nicht mehr erhalten sind. Die C.L.A. verzeichnen für die Zeit bis 800 nur 56 überlieferte klassische Bücher, davon nur 31 aus dem 5. Jahrhundert. (Zur geografischen Verteilung im Einzelnen siehe den Hauptartikel: Codices Latini Antiquiores)
Es gab also nicht nur eine Auswahl und Selektion in der Phase der Umschreibung, sondern überhaupt eine extrem reduzierte Buchproduktion. Erreichte sie vor 300 die Größenordnung von mindestens 10.000 pro Jahr, so lag sie nach 400 im lateinischen Westen bei durchschnittlich 10 pro Jahr.
Die Umschreibung auf Pergament kann also damit erklärt werden, dass aufgrund dieser geringen Produktion für den billigen Papyrus kein Bedarf mehr bestand und man das bisher edlere, aber nun leichter verfügbare Pergament vorzog. Es gab ein „nachfragebedingtes Selektionsverfahren“. Papyrus wurde nur noch in Ausnahmefällen für Bücher oder Urkunden verwendet und war im lateinischen Bereich ab etwa 600 kaum noch verfügbar.

### Betroffene Themenbereiche
Das naturwissenschaftlich-technische Wissen in der Spätantike war sicher so umfangreich und kompliziert, dass eine mündliche Überlieferung nicht mehr möglich war. Sofern dieses Wissen mit nichtchristlichen Namen und Anschauungen verbunden war, konnte es in Konkurrenz zum Christentum stehen. In der nichtchristlich-römischen Kultur waren auch pornografische Darstellungen aller Art im Alltag verbreitet, die vom Christentum verachtet wurden. Um 200 verdammte der christliche Schriftsteller Tertullian nicht nur die Philosophen, sondern auch die Schauspieler und wünschte sie zur Hölle. Isidor von Sevilla warnt später ausdrücklich vor den nichtchristlichen Dichtern und stellte Schauspieler, Prostituierte, Verbrecher und Räuber auf eine Stufe. Die klassische Literatur war außerdem voll von Anspielungen auf nichtchristliche Götter und Heroen.
Unter den nachweisbaren Verlusten im lateinischen Bereich sind vor allem republikanische Geschichtswerke, Dichtkunst aller Art sowie besonders Tragödien zu beklagen. Bereits in der römischen Kaiserzeit wurden Bücher dissidenter Geschichtsschreiber, wie etwa Cremutius Cordus, vernichtet. Das zehnte Buch der Institutio oratoria des Quintilian bespricht gegen Ende des 1. Jahrhunderts n. Chr. zahlreiche literarische Werke, von denen ein durchaus beträchtlicher Teil heute noch erhalten, vieles jedoch auch verloren ist. Rezensiert wird die zu dieser Zeit besonders etablierte überwiegend fiktionale Literatur.

## Hintergrund

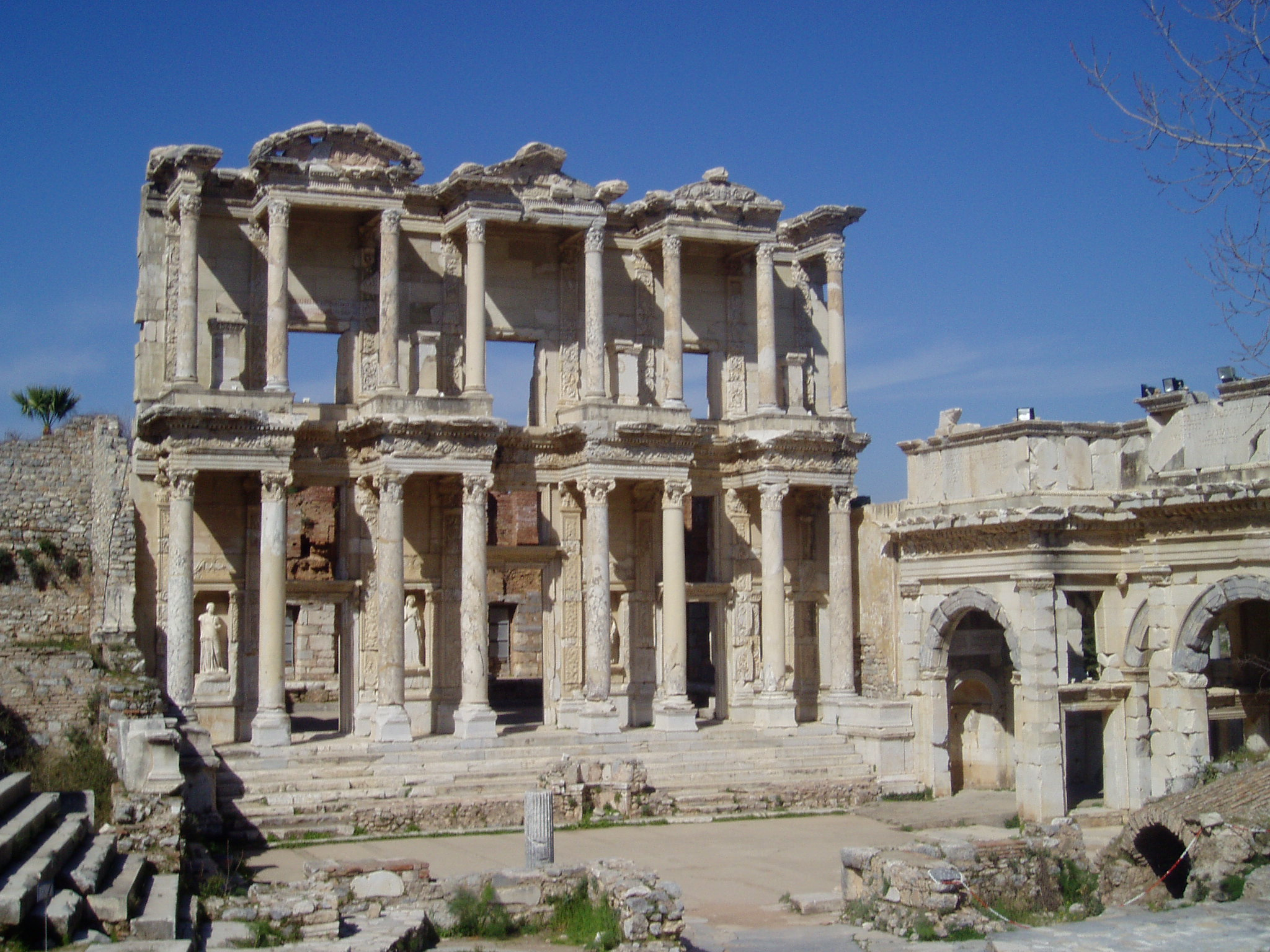
Die wiederaufgebaute Fassade der Celsus-Bibliothek in Ephesos. Das privat gestiftete Gebäude umfasste etwa 12.000 Rollen, die Ende des 3. Jahrhunderts durch ein Feuer zerstört wurden.

Innerhalb der Überlieferungsgeschichte ist der Zeitraum von 350 bis 800 der entscheidende. Im Hochmittelalter meinte man, Papst Gregor der Große (540–604) habe die große Palatina-Bibliothek in Rom verbrennen lassen. Nach heutigem Forschungsstand ist auszuschließen, dass Papst Gregor die Bibliothek vernichten ließ, da der Verlust bereits vor seinem Pontifikat stattgefunden haben muss. Die Palatina-Bibliothek, von Augustus gegründet und wahrscheinlich die größte Roms, verschwand aus der Geschichte ohne jeden Hinweis auf ihr Schicksal. Dies ergab der Forschungsstand seit den 1950ern, wonach gesichert erschien, dass der Verlust vor 500 eingetreten war. Mit dem Abschluss der C.L.A. in den 1970ern wurde diese Erkenntnis noch weiter gefestigt.
In der säkular geprägten deutschen Forschung um 1900 (Deutschland war damals führend in der Erforschung der Antike) war die Vernichtung der antiken Literatur einer der Gründe dafür, das Mittelalter mit der stark abwertenden, zur Zeit der Renaissance und Aufklärung geprägten Bezeichnung „Finsteres Mittelalter“ zu stigmatisieren. Sie wurde auch zum Argument im anti-katholischen Kulturkampf am Ende des 19. Jahrhunderts.
Die Gründe für die Bücherverluste blieben im 19. Jahrhundert umstritten. Auf der einen Seite stand die protestantische und säkular orientierte Geschichtsschreibung, der antikatholische Absichten unterstellt wurden, wenn sie die Bücherverluste vor allem der Christianisierung zuschrieb, auf der anderen Seite stand die kirchliche Geschichtsforschung, der apologetische Interessen nachgesagt wurden, wenn sie die Bücherverluste eher dem allgemeinen Niedergang der römischen Kultur zuschrieb. Aufgrund der Quellenlage ergab sich kein zwingender Konsens der Forschung.
Die wissenschaftliche Diskussion über die Gründe für den Untergang des Weströmischen Reiches wird ebenfalls seit über 200 Jahren geführt, ohne dass ein Konsens in Sicht ist. Während für den Untergang des Reichs die Barbareneinfälle eine wenigstens nicht unwichtige Rolle spielten, verbinden Altertumsforscher mit eher kulturwissenschaftlichem Ansatz das Ende der Antike mit dem Erlöschen seiner nichtchristlichen Tradition im Jahre 529. Der Verlust an Literatur war dabei besonders folgenreich.
Der Untergang Roms wurde von manchen Zeitgenossen als apokalyptisch empfunden. Im Alten Testament musste der jüdische Staat erst in höchste Not geraten, ehe Gott seine himmlischen Heerscharen schickte, um das Reich Gottes auf Erden zu errichten. Auch laut dem Neuen Testament muss sich erst eine große Katastrophe ereignen, bevor das Paradies auf Erden kommt und die Geschichte der Menschheit sich erfüllt. So lautet die Prophezeiung in der Apokalypse des Johannes. Der Glaube an das nahe bevorstehende katastrophale Ende der Welt zeigt sich in der Eschatologie und im Millenarismus.
Auch wenn die Märtyrergeschichten übertrieben erscheinen, ist bekannt, dass der römische Staat seit Kaiser Decius (247–251) das frühe Christentum phasenweise systematisch verfolgen ließ. Die Christen ihrerseits wendeten diese Maßnahmen später gegen die Religionen der Antike an. Für die meisten Übergriffe seitens der Christen lässt sich ein früheres Beispiel der Christenverfolgung finden.
Das spätantike „Heidentum“ war eine polytheistische Vielfalt antiker Religionsgemeinschaften. Noch im 3. Jahrhundert waren griechisch-römische Kulte verbreitet, wurden jedoch schon früher durch so genannte „orientalische“ Religionen zunehmend verdrängt, darunter durch den Kult des Mithras, der Kybele und der Isis, aber auch etwa durch den synkretistischen Manichäismus. Hinzu kam lokaler Volksglaube. Unter diesen Religionen bestand keine Konkurrenz, da jedem die Teilnahme an beliebig vielen Kulten offenstand. Besonders in Auseinandersetzung mit dem Christentum wurden die intellektuellen Anhänger nichtchristlicher Religionen durch hellenistische Ideen geprägt.
Obwohl sich Beispiele von konfliktlosem Zusammenleben von Nichtchristen und Christen im Reich finden lassen, ist gerade in neuester Zeit die Gewalt der Religionskämpfe wieder betont worden. Religiöse Konflikte waren oft sozial motiviert und wurden von christlichen institutionellen oder spirituellen Autoritäten geschürt. Das frühe Christentum wirkte besonders auf die literarisch weniger gut ausgebildeten Unterschichten anziehend. Die offizielle Religionspolitik hing vom jeweils herrschenden Kaiser ab, wobei etwa Theodosius I. und andere Kaiser hauptsächlich nur in innerkirchliche Auseinandersetzungen staatlich eingriffen, jedoch durch einzelne Gesetze die Religionskämpfe legitimierten. Der Untergang der Religionen der Antike war ein langer Prozess. Ein Werk zur Christianisierung des Römischen Reiches fasst zusammen: „Zum Schweigen bringen, verbrennen und zerstören waren jeweils Erscheinungsformen der theologischen Beweisführung. Und sobald diese Lehrstunde vorbei war, haben Mönche und Bischöfe sowie Generäle und Kaiser ihren Feind von unserem Blickfeld vertrieben. Wir können nicht über Ereignisse berichten, die wir nicht mehr nachvollziehen können.“

### Der Bücherverlust vor 500
Die antiken Bücher waren in Ost und West ab 800 sicher nicht mehr vorhanden. Wahrscheinlich waren sie im lateinischen Westen bereits ab etwa 550 nicht mehr verfügbar. Cassiodor lebte von ca. 490 bis 583 in Italien. Er war Senator und zunächst magister officiorum des Ostgotenkönigs Theoderich. Während des Gotenkrieges zog er sich nach einem Aufenthalt in Konstantinopel um 540 auf seine privaten Ländereien nach Süditalien zurück und gründete das Kloster Vivarium. Er sprach Latein, Griechisch und Gotisch, sammelte und übersetzte Bücher vom Griechischen ins Lateinische. Sein erklärtes Ziel war die Rettung der klassischen Bildung, und er machte als erster das Kopieren von Büchern zur Pflicht für Mönche.

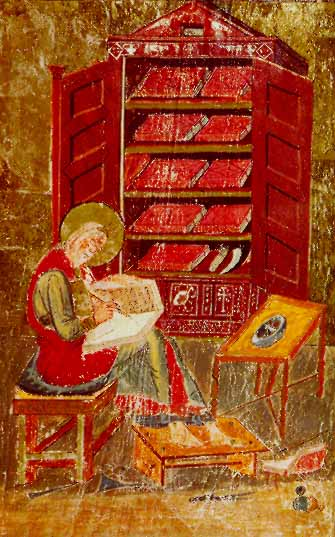
Codex Amiatinus (um 700, die Bibel enthaltend). Darstellung eines frühmittelalterlichen Bücherschranks (Armarium), die aus etwa zehn Codices bestanden.

Aufgrund seiner wohlhabenden Position und seiner weiten Kontakte, auch in den griechischen Bereich, war er in einer außergewöhnlich guten Position, die wichtigsten zu seiner Zeit im Mittelmeerraum noch verfügbaren Bücher zu erhalten. In seinen eigenen Texten beschreibt er seine Bibliothek, einzelne Bücher und gibt Zitate aus ihm wahrscheinlich vorliegenden Werken. Aufgrund dieser Angaben haben zunächst A. Franz und später R.A.B. Mynors „einen vorläufigen Überblick über den Bestand der Bibliothek von Vivarium“ erstellt. Das Ergebnis war, dass Cassiodor nicht wesentlich mehr antike Texte kannte als wir heute. Er hatte die einzige größere Bibliothek des späteren 6. Jahrhunderts, über deren Inhalt etwas bekannt ist. Auf Grundlage der Zitierungen verfügte sie etwa über 100 Codices. Cassiodors Bibliothek bildete gleichsam einen Flaschenhals – was er retten konnte, blieb meist erhalten.
Auf die Überlieferungsgeschichte des lateinischen Westens hatte seine Bibliothek aber einen erheblichen Einfluss: „In Italien konnte eine dünne, miteinander versippte Schicht des alten senatorischen Adels, repräsentiert durch die Familien der Symmachi und Nicomachi, die Konservierung antiker Autoren als der Zeugen einstiger römischer Größe zu ihrer Aufgabe machen. Ein Angehöriger dieses Kreises, Cassiodor, initiierte den Übergang der antiken Buchkultur in das Ethos monastischer Schreibtätigkeit. Die von ihm gegründete Bibliothek Vivarium wirkte über die Zwischenstationen Rom und Bobbio weit über die Alpen.“
Ähnlich war die Situation bei Bischof Isidor von Sevilla, der von ca. 560 bis 636 in Spanien lebte. Er hatte die einzige Bibliothek des 7. Jahrhunderts, über deren Inhalt etwas bekannt ist. Paul Lehmann unternahm eine entsprechende Untersuchung von Isidors Schriften. Er kam zu dem Ergebnis, dass Isidor wahrscheinlich auf mindestens drei Büchern Cassiodors aufbaute. Lehmann: „Die meisten Schriften, die Isidor mit Titel und Verfasser angibt, hat er wahrscheinlich nie gelesen.“ Isidor hat 154 Titel zitiert. Seine Bibliothek war demnach wahrscheinlich sogar deutlich kleiner als die von Cassiodor.
Die Fortexistenz großer Bibliotheken ist nach 475 nicht mehr belegt. Kleine Klosterbibliotheken hatten vielleicht nur einen Umfang von 20 Büchern. Wie das faktenreiche Standardwerk „Geschichte der Bibliotheken“ 1955 angab, musste der Verlust vor 500 eingetreten sein: „Bereits zu Beginn des 6. Jahrhunderts war der große Verlust an antiken Texten eingetreten, und der Vorrat der Schriftsteller, die Cassiodor und Isidor zur Hand waren, überschreitet nicht erheblich den Kreis des auch uns Bekannten.“

### Die christliche Subskription
Eine Subskription war ein kurzer Nachtext, der beschrieb, wann das Buch kopiert wurde und wer es auf seine Richtigkeit überprüft hatte. Das einzige bekannte vorchristliche Beispiel zeigt mit der Nennung mehrerer Vorlagen deutliches Bemühen um Textverbesserung.
Im überlieferten Bücherbestand sind Subskriptionen aus christlicher Zeit die Regel. Darin ist dieses Bemühen um philologische Korrektur teilweise nicht mehr zu erkennen; Reynolds und Wilson bezweifeln daher, dass die christliche Subskription der klassischen Literatur eine wesentliche Hilfe war. Sie sehen kaum Anhaltspunkte, dass die Herausgabe nichtchristlicher Texte auf irgendeine Opposition zum Christentum hindeutet; unklar ist eher, ob in dieser Zeit Nichtchristen überhaupt noch beteiligt waren. Die Urheber von Subskriptionen aus den Familien der Nicomachi und Symmachi waren bereits Christen.
Reynolds und Wilson sehen das „plötzliche Wiederauftreten der Subskriptionen in säkularen Texten gegen Ende des 4. Jahrhunderts“ eher verbunden mit der Umschrift von der Papyrus-Rolle zum Pergament-Codex. Und wie Michael von Albrecht schreibt: „Autoren, die hierbei keine Berücksichtigung finden, sind fortan aus der Überlieferung ausgeschieden“, oder anders formuliert: sie „waren damit endgültig dem Schicksal des zufälligen Überlebens auf Papyrus ausgeliefert.“
Als historisch interessant betrachten Reynolds und Wilson aber den größtenteils hohen gesellschaftlichen Status der Personen, die in den christlichen Subskriptionen erwähnt sind: „Der überwiegend hohe Rang der in den Subskriptionen erscheinenden Personen legt es sehr nahe, dass es deren stattliche Buchschränke waren, in denen unsere Texte lagen, bevor sie ihren Weg in die Klöster und Kathedralen fanden, was ihr Überleben sicherte.“ Alexander Demandt würdigt in diesem Zusammenhang die Verdienste der aristokratischen Nachfahren des nichtchristlichen „Symmachus-Kreises“ um die Rettung der klassischen Literatur für den lateinischen Westen. Interessant ist ebenfalls, dass Korrekturen eines Textes offenbar noch Jahrhunderte nach seiner Abschrift erfolgt sind.

### Der Höhepunkt der Religionskämpfe um 400
In der Zeitspanne von 300 bis 800 gab es immer wieder Ereignisse, bei denen einzelne Bibliotheken zerstört worden sein könnten, insbesondere Naturkatastrophen. Die letzte bekannte Bibliothek der Antike ist die Kaiserliche Bibliothek von Konstantinopel, die um 475 mit 120.000 Codices durch ein Feuer zerstört wurde. Die nächste bekannte Bibliothek ist erst wieder 100 Jahre später die von Cassiodor mit etwa 100 Codices.
Die Zeit um 391 wird oft als ein Höhepunkt der Religionskämpfe zwischen Christentum und paganen Glaubensvorstellungen betrachtet. Allerdings hat Alan Cameron in einer umfassenden Studie argumentiert, dass diese Gegensätze im späten 4. Jahrhundert nicht immer so scharf ausgeprägt waren wie oft angenommen. Es sei beispielsweise unzutreffend, dass die Pflege der klassischen Bildung für Christen angeblich keine größere Bedeutung hatte und hingegen überzeugte Pagane das als Ausdruck ihrer religiösen Überzeugung betrieben. Ebenso bestritt er das sogenannte pagan revival, also das staatliche Wiederaufleben des verbotenen heidnischen Kultes während der Regierung des Gegenkaisers Eugenius (392–394) sowie eine direkt damit in Zusammenhang stehende Editionstätigkeit militanter heidnischer Senatskreise. Ein entscheidender Schub in der Christianisierung der Amts- und Bildungsträger erfolgte nach dem Tod des letzten nichtchristlichen Kaisers Julian, in der Zeit zwischen den 60er und 90er Jahren des 4. Jahrhunderts. Der Senat in Rom wurde im Verlauf des späteren 4. Jahrhunderts immer mehr „christianisiert“, auch wenn Pagane in ihm wenigstens bis zum Beginn des 5. Jahrhunderts noch eine nicht unbedeutende Gruppe stellten.
Zu den verbreiteten Konkurrenzreligionen des Christentums gehörte etwa der Mithraskult, dessen tatsächliche Attraktivität seitens der Kirchengeschichtsschreibung unterschiedlich bewertet wird. So urteilte Ernest Renan im Jahr 1882: „Wenn das Christentum im Laufe seiner Verbreitung an einer tödlichen Krankheit verendet wäre, so wäre die Welt heute eine Gemeinschaft von Mithrasgläubigen.“ Alison B. Griffith bezeichnet die Annahme, „dass der Mithraskult der primäre Konkurrent des Christentums gewesen sei“, als „grundfalsch“. Mitglieder der Reichselite waren häufig Angehörige dieser „orientalischen“ Religionsgemeinschaften, bevor sie nach und nach konvertierten. So ließ Konstantin der Große († 337) auch nach seiner Konversion im Jahre 312 den mit Mithras assoziierten Sonnengott öffentlich verehren.
Während Konstantin der Große aber nur wenige Tempel nachweislich niederreißen ließ, empfahl der christliche Konvertit Firmicus Maternus um 350 in seiner apologetischen Schrift „Über den Irrtum der gottlosen Kulte“ den Söhnen Konstantins die Ausrottung aller antiken Religionen sowie die Zerstörung ihrer Tempel. Im Jahre 391 erließ Kaiser Theodosius I. ein Gesetz, wonach alle nichtchristlichen Tempel zu schließen seien. Im Begriff der damaligen Zeit waren Tempel aber die meisten nicht-kirchlichen Kulturgebäude, etwa eine den Göttern geweihte Bibliothek oder auch das Museum, ein Tempel der Muse. In diesem Kontext wurde Theodosius’ Edikt von manchen Forschern als Versuch interpretiert, auch alle nichtchristlichen Bibliotheken zu vernichten. Die moderne Geschichtsforschung bewertet die Gesetzgebung des Kaisers freilich differenzierter, offensichtlich hat Theodosius I. Tempelzerstörungen nie angeordnet.
Unter Honorius gab es 399 einen Erlass zum Schutz öffentlicher Kunstwerke, die mit wohlwollender Unterstützung von „Autoritäten“ durch Christen zerstört wurden. Ein ähnlicher Erlass sah Gewaltvermeidung bei der Zerstörung ländlicher Heiligtümer vor. Im Jahre 408 wurde durch ein reichsweites Gesetz die Zerstörung aller bis dahin verbliebenen nichtchristlichen Kunstwerke angeordnet (Ikonoklasmus): „Wenn irgendwelche Bildnisse noch in Tempeln oder Schreinen stehen, und wenn sie heute oder jemals zuvor Verehrung von Heiden irgendwo erhielten, so sollen sie herunter gerissen werden.“
Über das Serapeum, das die Stadtbibliothek von Alexandria darstellte, ist überliefert, dass es 391 von Christen zerstört wurde, nachdem sich Nichtchristen in dem Gebäude verschanzt und aus Widerstand gegen die Durchführung der Gesetze Christen ermordet hatten. Von dem Museum von Alexandria, das die berühmte große Bibliothek enthielt und als Gebäude bis etwa 380 belegt ist, gibt es nach 400 keine Spur mehr. Im 5. Jahrhundert wird das Gelände als Ödnis beschrieben. Der bedeutende christliche Aristoteleskommentator Johannes Philoponos erwähnt um 520 die „große Bibliothek“, die einstmals der Stolz Alexandrias war. Bei Ausgrabungen 2003 stieß man auf Fundamente.
Ein Asclepiades war um 490 einer der wenigen nichtchristlichen Gelehrten in Alexandria. Er und sein Kreis hielten sich für die letzten Priester des Osiris und verwendeten Hieroglyphen bei rituellen Handlungen. Haas geht aber davon aus, dass dieser Kreis Hieroglyphen nicht mehr lesen konnte. Denn Asclepiades’ Sohn, Horapollon, verfasste das einzige überlieferte spätantike Werk über die Bedeutung der Hieroglyphen. Darin fehlt aber jeder Hinweis auf deren lautsprachliche Funktion. Es werden nur phantasievolle allegorisch-mystische Funktionen beschrieben. Bis ins 4. Jahrhundert wurden Hieroglyphen verwendet, und es waren damals sicher entsprechende Bücher dazu vorhanden. Selbst ein ausgewiesener Fachmann scheint demnach um 500 in seiner Privatbibliothek im Gelehrtenzentrum Alexandria kein solches Buch mehr besessen zu haben.
Die Res gestae des Ammianus Marcellinus (ca. 330 bis ca. 395), die wichtigste Quelle für diesen Zeitraum, erwähnen die Verfolgung und Hinrichtung offenbar gebildeter Leute, denen der Besitz von Büchern mit verbotenem Inhalt vorgeworfen wurde. Ihre Codices und Rollen wurden in großer Zahl öffentlich verbrannt. Bei den Büchern soll es sich angeblich um „Zaubertexte“ gehandelt haben. Ammianus meinte aber, es seien vor allem Werke der „artes liberales“, der klassischen antiken Wissenschaften gewesen. Infolgedessen hätten, nach Ammianus, in den „östlichen Provinzen“ „aus Furcht vor ähnlichen Schicksalen die Besitzer ihre ganzen Bibliotheken verbrannt“.
Ammianus kritisiert außerdem die oberflächliche Unterhaltungslust der römischen Oberschicht und fügt dabei ein: „Die Bibliotheken waren geschlossen für immer, wie Grüfte.“ Dies wurde im 19. und dem größten Teil des 20. Jahrhunderts von den meisten Gelehrten so interpretiert, als wären die großen öffentlichen Bibliotheken Roms geschlossen gewesen. In neuerer Zeit vermuten manche, die Aussage könne sich nur auf die Hausbibliotheken und die Vergnügungen des römischen Adels bezogen haben.
Etwas später, um 415, besuchte der christliche Gelehrte Orosius Alexandria. Er beschreibt, er habe dort selbst in einigen Tempeln leere Bücherregale gesehen. Diese seien „durch unsere eigenen Leute zu unserer Zeit ausgeplündert worden – diese Aussage ist sicher wahr.“ Auch in Rom scheinen ab 400 die großen Bibliotheken geschlossen oder leer gewesen zu sein. Selbst unter der Annahme, die Gebäude der Trajansbibliothek hätten 455 noch gestanden, gibt es keinen Hinweis, wonach sie oder andere dort noch geöffnet waren oder noch Bücher enthielten.

### Untergang und Wandel der antiken Stadt
Viele Städte im Westen des römischen Reiches und hier vor allem in Gallien (allerdings weniger im südlichen Teil) und Britannien verschwanden praktisch im fünften Jahrhundert infolge der reichsweiten Invasionen. Trier, bis zum Beginn des 5. Jahrhunderts Sitz der Gallischen Präfektur, wurde beispielsweise mehrmals geplündert und in Brand gesetzt. Lokale Werke, etwa die Chronica Gallica, konnten allerdings überleben. Die neuen germanischen Machthaber im Westen versuchten an anderen Orten (Spanien, Italien, teilweise Nordafrika und Südgallien) die antiken Strukturen fortzusetzen. Ammianus Marcellinus berichtet in seinem Geschichtswerk darüber, dass viele römische Offiziere germanischer Herkunft an der klassischen Kultur interessiert und oftmals auch darin ausgebildet waren. Noch gegen Ende des 5. Jahrhunderts lobte der gebildete Gallo-Römer Sidonius Apollinaris den Germanen und römischen Offizier Arbogast den Jüngeren, der Trier gegen germanische Invasoren verteidigte, für seine Bildung.
In den einzelnen Gebieten des Reiches wurde allerdings die antike Stadt weitflächig umstrukturiert. Der Unterhalt öffentlicher Gebäude, darunter auch der öffentlichen Bibliotheken, stützte sich in der Antike weitestgehend auf Freiwillige, meist wohlhabende Bürger. Schon im dritten Jahrhundert gibt es Klagen, dass immer mehr Bürger nicht mehr bereit waren, einzelne Institutionen zu unterstützen oder nicht mehr freiwillig bestimmte Ämter antraten. Die dadurch gewonnenen Ehren schienen offensichtlich die Bürden eines öffentlichen Amtes nicht aufzuwiegen. Bis zum 6. Jahrhundert verschwanden die alten Strukturen vielerorts fast vollständig. Die Städte organisierten sich nun eher um den Bischof als Hauptfigur.
Eine Freistellung von diesen finanziellen Bürden bot besonders der Anschluss an den Klerus. Konstantin der Große versuchte noch, diese Abwanderung gesetzlich zu untersagen, doch bevorzugte er bereits auf der Ebene der Städte die lokalen christlichen Eliten. Im Austausch für die Vertreibung einer nichtchristlichen Gemeinde oder den Nachweis der vollständigen Konversion sprachen die christlichen Kaiser den Städten Privilegien oder Statuserhöhungen aus, wobei Steuererleichterungen eine besondere Rolle spielten. Seinen Höhepunkt erreichte dieser Prozess wohl gegen Ende des 4. Jahrhunderts, mit der Folge, dass städtische Eliten nur noch in nichtchristlichen Hochburgen ohne Taufe ihren gesellschaftlichen Status behalten konnten, zumal auf die Kultausübung in öffentlichen Tempeln seit Theodosius I. grundsätzlich die Todesstrafe stand. Im privaten Bereich konnten nichtchristliche Kulttätigkeiten zunächst noch weitgehend gefahrlos ausgeübt werden. Neben spirituellen dürften auch materielle Interessen die Konversion zum Christentum für viele adlige Familien reizvoll gemacht haben.
Die epigrafischen Quellen, die seit dem ersten vorchristlichen Jahrtausend städtische Formen der Unterhaltung wie Theater-, Musik- und Sportveranstaltungen durchgehend bezeugen, versiegen in dieser Zeit. Die griechischen Gymnasien und andere Wirkstätten der nichtchristlichen Lehrer und Philosophen wurden aufgegeben, teilweise auch weil die dort praktizierte männliche Nacktheit in den Augen der Christen die Homosexualität begünstigte. Der christliche Autor Theodoret schrieb eine der letzten antiken Schriften gegen Nichtchristen (um 430), worin er darlegt, dass diese Veranstaltungen durch christliche Alternativangebote ersetzt worden seien:

„Wahrlich, ihre Tempel sind so vollständig zerstört, dass man sich nicht einmal ihre frühere Stätte vorstellen kann, während das Baumaterial nunmehr den Märtyrerschreinen gewidmet ist. […] Siehe, statt der Feste des Pandios, Diasos und Dionysios und eure anderen Feste werden die öffentlichen Veranstaltungen nun zu Ehren des Petrus, Paulus und Thomas zelebriert! Statt unzüchtige Bräuche zu pflegen, singen wir nun keusche Lobeshymnen.“

Ähnlich spöttisch schreibt auch Johannes Chrysostomos ebenfalls in einer apologetisch-polemischen Schrift:

„Obwohl daher diese teuflische Farce noch nicht vollständig vom Erdboden ausgelöscht wurde, so ist das bereits Geschehene ausreichend, euch hinsichtlich der Zukunft zu überzeugen. Der größere Teil ist in sehr kurzer Zeit zerstört worden. Fortan wird niemand über die Überreste streiten wollen.“

Die Notitia dignitatum, ein Katalog der offiziellen Verwaltungsposten im Römischen Reich um 400, gibt keinen Hinweis, dass noch irgendjemand für Bibliotheken zuständig war. Aus anderen Dokumenten und Grabinschriften wissen wir aber, dass die Verantwortung für eine oder mehrere Bibliotheken vor 300 als wichtiges und ehrenvolles Amt betrachtet wurde. Hätte es nach 400 noch die großen Bibliotheken gegeben, so wäre ihre Verwaltung von höchster Bedeutung gewesen. Denn der Verwalter hätte bestimmt, welche Bücher nach der Christianisierung noch verfügbar sein durften und welche nicht.

### Vernichtung von Zauberbüchern
Die antike Literatur war auch in kleinen und kleinsten privaten Bibliotheken verbreitet (wie etwa der Villa dei Papiri). Der Verlust der großen öffentlichen Bibliotheken konnte daher wahrscheinlich nicht einmal die Hälfte des Bestandes betreffen. Der vollständige Verlust der Millionen vor ca. 350 erstellten Bücher muss ein längerer Prozess gewesen sein. Zusätzlich zu den Beschreibungen von Bücherverfolgungen bei Ammianus Marcellinus berichtet Johannes Chrysostomos, dass „Zauberbücher“ verfolgt wurden. Diese Literaturgattung war zu Beginn des ersten Jahrtausends eher selten (höchstens 0,3 % in Oxyrhynchos). Sie wurde seit der offiziellen Anerkennung des Christentums im 4. Jahrhundert deutlich häufiger zum Ziel von Verfolgungen. Da Ammianus über die Verbrennung von Büchern der klassischen Wissenschaften im Rahmen von Zauberbücher-Verfolgungen berichtet, ist es möglich, dass auch andere nichtchristliche Literatur in diesem Zusammenhang vernichtet wurde.
Eine umfangreiche Arbeit von Wilhelm Speyer widmete sich 1981 dem Thema der antiken Büchervernichtung. Zum Aspekt Die Vernichtung der heidnischen Literatur fand Speyer Hinweise auf die Vernichtung christenfeindlicher Schriften, von heidnischen Ritualbüchern, von lasziver Literatur sowie von Zauberbüchern. Nach Speyers Ansicht sind Schriften der klassischen Literatur und Wissenschaften nie gezielt vernichtet worden. Verfolgung von Zauberschriften, wahrscheinlich Fluch- und Schadsprüche/Rituale, gab es schon zu nichtchristlicher Zeit. Gebildete, wie Plinius der Ältere, hielten Zauberei schlicht für Betrug. Im Volksglauben war Magie aber immer mehr oder weniger vorhanden.
Ob ein Buch Magie oder Wissenschaft enthielt, konnte man nur durch die Lektüre des Buches erfahren. Selbst dann bedurfte es noch einiger Bildung, den Unterschied in jedem Fall zu erkennen, und nicht jeder Christ, der in Büchervernichtungen involviert war, dürfte über eine hinreichende Bildung verfügt haben. Ein nichtchristliches Buch konnte als Zauberbuch erkannt werden, wenn es einem berühmten Nichtchristen oder einer Gottheit gewidmet ist oder nur einen inzwischen als Magier angesehenen Wissenschaftler zitierte. Der Vorwurf der Magie war sehr weit gefasst und wurde auch gegen antike Religionen insgesamt verwendet.

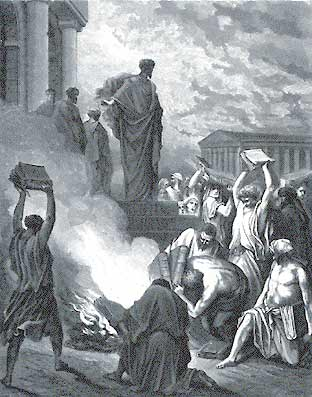
Von Paulus in Ephesos bekehrte „Zauberer“ beim Verbrennen ihrer Bücher. Bibelillustration von Gustave Doré, um 1866

Die Verbrennung von Zauberbüchern durch Christen geht nach Speyer auf eine Passage in der Apostelgeschichte des Lukas zurück. Dabei wird erzählt, wie Paulus Dämonen austrieb, um Kranke zu heilen. Er war dabei erfolgreicher als die „Söhne eines jüdischen Hohenpriesters Skeva“, die als „umherziehende jüdische Beschwörer“ bezeichnet werden. Nach dem Triumph von Paulus in der Stadt: „Viele aber von denen, die gläubig geworden waren, kamen und bekannten und verkündeten ihre Taten. Viele aber von denen, welche vorwitzige Künste getrieben hatten, trugen die Bücher zusammen und verbrannten sie vor allen; und sie berechneten den Wert derselben und fanden ihn zu fünfzigtausend Stück Silber.“ (Apg 19,18–19). In dieser Passage kann man nur aus dem Kontext vermuten, dass Bücher mit Zaubersprüchen gemeint sind. Die große Menge der hier vernichteten Bücher macht es eher unwahrscheinlich, dass es sich nur um Zauberbücher im heutigen Sinne gehandelt hat.
Abgesehen von dieser Bibelstelle gibt es erst wieder ab dem 4. Jahrhundert Nachweise für die Verbrennung sogenannter Zauberbücher im Rahmen christlicher Bekehrung. Von ca. 350 bis ins Mittelalter hinein gibt es Schilderungen, dass Zauberbücher aufgesucht und vernichtet wurden. Zwischen 350 und 400 konnten Besitzer solcher Zauberbücher auch mit dem Tode bestraft werden:

„In dieser Zeit wurde mit größter Strenge gegen die Besitzer von Zauberbüchern vorgegangen. Von Johannes Chrysostomos erfahren wir, dass Soldaten seine Heimatstadt Antiochien am Orontes genau nach magischen Schriften durchsuchten. Als er selbst zu dieser Zeit mit seinem Freund am Orontes entlangging, sahen sie einen Gegenstand auf dem Fluss schwimmen. Sie zogen ihn heraus und erkannten, dass sie ein verbotenes Zauberbuch in Händen hielten. Im selben Augenblick zeigten sich in ihrer Nähe Soldaten. Doch es gelang ihnen noch, das Buch unbemerkt im Gewand zu verstecken und es wenig später wieder in den Fluss zu werfen. So entgingen sie der Lebensgefahr. Wie Chrysostomos weiter berichtet, hatte ein Besitzer eines Zauberbuches dieses aus Angst vor den Verfolgern in den Fluss geworfen. Er wurde dabei beobachtet, der Zauberei überführt und mit dem Tode bestraft.“

Außer Ammianus gibt es noch weitere Quellen, wonach zu dieser Zeit zum Auffinden nichtchristlicher Bücher auch Hausdurchsuchungen durchgeführt wurden. Etwa 100 Jahre später (487 bis 492) gibt es einen weiteren Bericht von Hausdurchsuchungen. Studenten in Beirut fanden bei einem „Johannes mit dem Beinamen ‚Walker‘ aus dem ägyptischen Theben“ Zauberbücher. Nachdem er sie verbrannt hatte, wurde er gezwungen, die Namen von anderen Besitzern anzugeben. Daraufhin begannen die Studenten, „unterstützt vom Bischof und der weltlichen Obrigkeit“, eine größere Suchaktion. Sie fanden bei anderen Studenten und einigen namhaften Personen derartige Bücher und verbrannten sie vor der Kirche.
In einem kaiserlichen Gesetz wurden seit 409 „Mathematiker“ verpflichtet, „ihre Bücher vor den Augen der Bischöfe zu verbrennen, andernfalls seien sie aus Rom und allen Gemeinden zu vertreiben.“ Üblicherweise wurden Mathematiker in der Spätantike mit Astrologen gleichgesetzt, allerdings konnten in der Antike unter Mathematik auch wesentliche Teile der klassischen Wissenschaften verstanden werden. Nur im einfachen Sprachgebrauch wurden darunter Astrologen (Sterndeuter) verstanden.
Im Jahre 529 ließ Kaiser Justinian I. die Akademie von Athen schließen. Im Jahre 546 verkündete er ein Lehrverbot für Nichtchristen und ordnete die Verfolgung nichtchristlicher „Grammatiker, Rhetoren, Ärzte und Juristen“ sowie im Jahre 562 die öffentliche Verbrennung „heidnischer Bücher“ an. Möglicherweise waren diese Bücher im Zuge der Verfolgungen konfisziert worden. Ein neuerer Aufsatz zu Büchervernichtungen im Römischen Reich fasst zusammen:

„Bücherverbrennung wurde zu einer hervorstechenden Erscheinungsform religiöser Gewalt im spätantiken Römischen Reich. Religiös legitimierte Gewalt in der Spätantike, für welche die Verbrennung eines verbotenen Buches nur ein Beispiel darstellt, wurden als Handlungen verstanden, die Gott fundamental befriedigten und daher den Ausübenden spirituellen Nutzen brachten. Da Bücherverbrennung Gott befriedigte, wurde sie häufig vollzogen, und zwar von Personen, die als Repräsentanten des Christentums agierten, sowie in der Nähe von Kirchen. Indem sie so handelten, passten Bischöfe, Mönche und sogar religiös engagierte Laien ein antikes Ritual, das schon immer dem zweifachen Vorsatz der Auslöschung und der Reinigung diente, ihren Bedürfnissen an. […] Die Fülle solcher Vorkommnisse in diesem Zeitraum lässt einen stufenweisen Prozess der Transformation zum Vorschein kommen.“

## Bildung und Überlieferung

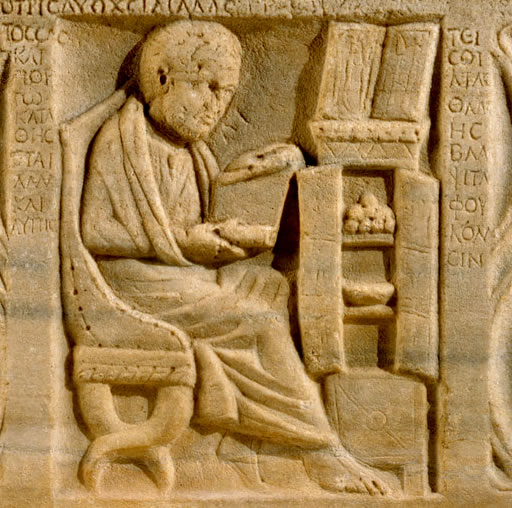
Darstellung eines Römers, der in seiner Privatbibliothek eine Papyrusrolle studiert

Die antike Welt hatte wahrscheinlich einen relativ hohen Alphabetisierungsgrad. Plinius hat seine Enzyklopädie Naturalis historia ausdrücklich „für das niedere Volk geschrieben, für die Masse der Bauern, der Handwerker…“ Papyrusfunde aus Ägypten bestätigen, dass offenbar auch arme Bauern in den Provinzen lesen und schreiben konnten. Ein in Bayern gefundener Grabstein, den ein Sklave für einen Mitsklaven errichtete, deutet sogar auf Alphabetisierung ländlicher Sklaven in den Provinzen. Für städtische Sklaven war dies schon länger belegt.
Bereits seit dem späten 4. Jahrhundert wurden Nichtchristen zunehmend aus dem Bildungsbetrieb zurückgedrängt. Kaiser Julian hatte 362 durch das Rhetorenedikt noch versucht, die Christen vom Lehrbetrieb faktisch auszuschließen. Dieser staatliche Eingriff schlug später auf die Nichtchristen zurück.

### Weströmisches Reich
Der Verlust antiker Papyri sowie des öffentlichen Zugangs zur Literatur hatte unmittelbare Auswirkung auf den Bildungsstand der Gesamtbevölkerung im weströmischen Reich. Am Ende dieses Prozesses erlischt die Schriftlichkeit weitgehend und die historischen Informationen sind mehr als lückenhaft. In Hinblick auf die Überlieferung beurteilte Karl Büchner diesen Zeitraum: „Schlimmer [als die Germanisierung] für die römische Kultur ist der endgültige Sieg des Christentums.“
Die Bewahrung nichtchristlicher Traditionen konzentrierte sich auf die entmachtete Senatsaristokratie, zum Beispiel die Angehörigen des sogenannten Symmachus-Kreises. Alexander Demandt schreibt: „Ein Großteil der lateinischen Literatur ist von Angehörigen oder Angestellten dieser Senatsgeschlechter gerettet worden.“
Zu Beginn des sechsten Jahrhunderts wirkte am Hofe des Theoderich im ostgotischen Italien der gelehrte Boethius. Er übersetzte und kommentierte Werke des Aristoteles und die Isagoge des Porphyrios und verfasste als erster Christ Lehrbücher zu den artes. Da er des Verrats angeklagt und hingerichtet wurde, konnte er sein großes Projekt, die Hauptwerke von Platon und Aristoteles durch Übersetzungen für den lateinischen Westen zu erschließen, nicht vollenden. Immerhin blieben seine Übertragungen bis ins 12. Jahrhundert die einzigen in der lateinischsprachigen Welt verfügbaren Schriften des Aristoteles. Da Griechischkenntnisse im Westen seit dem Frühmittelalter fast nirgends mehr vorhanden waren, ist es sein Verdienst, einen Teil der antiken griechischen Philosophie dem lateinischen Mittelalter erhalten zu haben.

### Die christliche Haltung zur paganen Literatur
Die Haltung der Christen zur nichtchristlichen Literatur wandelte sich im Laufe der Zeit. Oft zitiert wird der Angsttraum des Hieronymus (347–420), in dem sich der junge Gelehrte von seinen geliebten weltlichen Büchern abwendet. Obwohl das kanonische Recht es Klerikern verbot, pagane Literatur zu lesen, war zumindest im 4. Jahrhundert pagane Literatur bei Klerikern noch bekannt, insofern sie Teil des vom Christentum bekämpften Rhetorikunterrichts war, im 6. Jahrhundert sind lateinische pagane Texte nicht mehr Teil der Ausbildung.

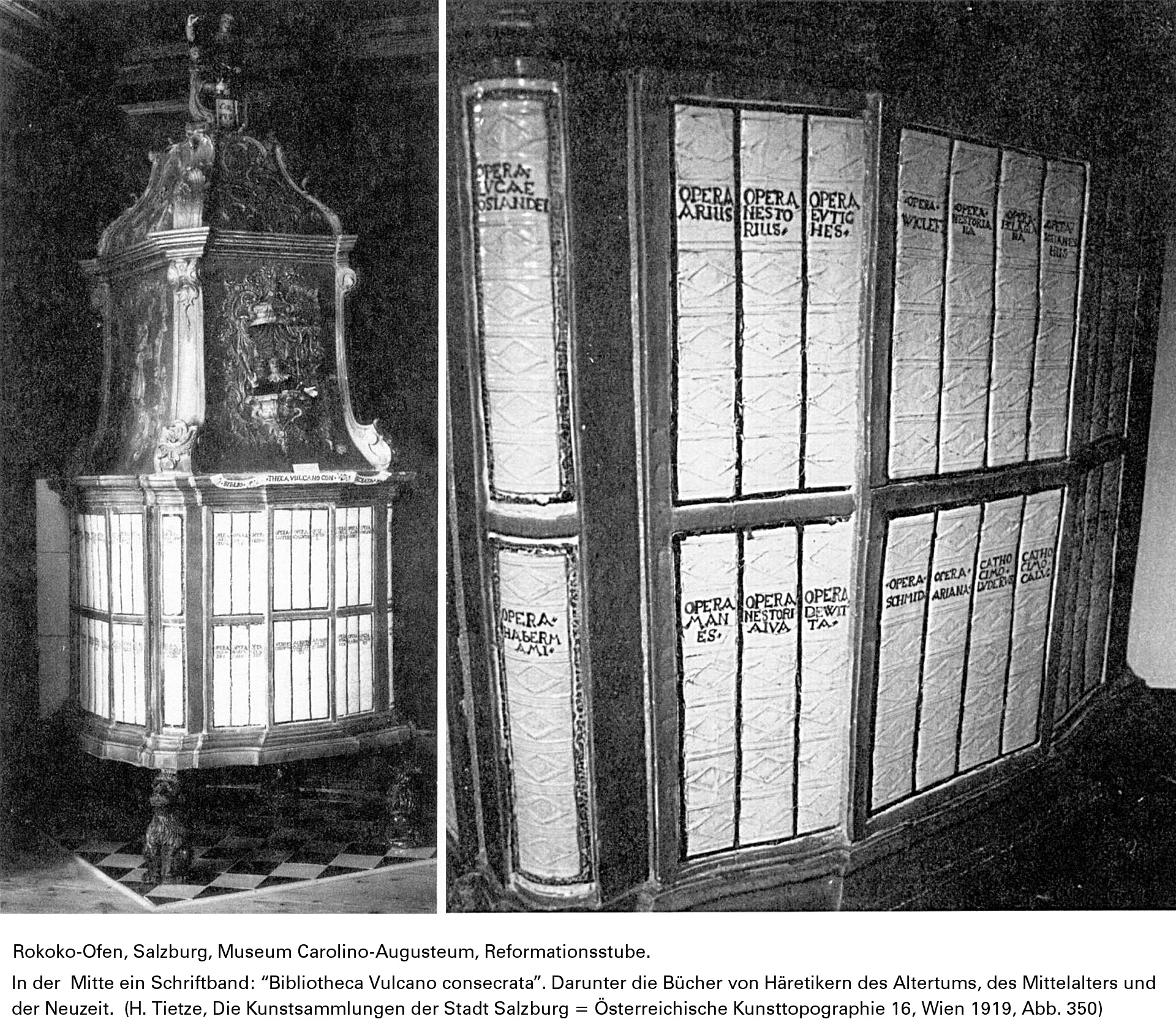
Rokoko-Ofen des 18. Jahrhunderts mit Darstellung von Werken christlicher Abweichler von der Antike bis zur Frühen Neuzeit. Das Schriftband: Bibliotheca Vulcano consecrata („Die dem Vulcanus geweihten Bibliotheken“)

Der Kirchenvater Augustinus (354–430) argumentierte zwar für den Erhalt des nichtchristlichen Schrifttums, wollte es aber im Prinzip nur verschlossen in einer Bibliothek aufbewahrt sehen; es sollte weder verbreitet noch gelehrt werden. Er sprach sich gegen die Lehre der ars grammatica und alles, was dazugehört, aus. Nur kirchliche Schriften seien zu benutzen.
Papst Gregor der Große (540–604) nahm eine deutlich negative Haltung zur antiken Bildung ein. Er vermied klassische Zitate und duldete diese auch nicht in seiner Umgebung. Außerdem verbot er den Bischöfen gesetzlich, Grammatik zu lehren und sprach auch persönlich Rügen hierzu aus, wobei auch die Furcht vor einer Profanierung heiliger Texte eine Rolle gespielt haben mag.
Auch Isidor von Sevilla gab in seinen Regeln für das Mönchstum zu bedenken, dass es nur sehr gefestigten Schülern erlaubt sein dürfe, nichtchristliche Schriften zu lesen. „Man fühlt sich nach Cassiodor,“ sagt Manitius, „in eine andere Welt versetzt: Mystik, Aberglaube und Wundersucht überwuchern jetzt die früher oft so logische und sachgemäße Darstellung‘“.
Als Folge dieser Kulturpolitik konnte auch der Klerus den Alphabetisierungsgrad nicht halten. Cassiodor schrieb ein Lehrbuch zur antiken Grammatik. Elias Avery Lowe urteilte darüber: „Von den Regeln der Orthographie und Grammatik, die er niederlegte, kann man ermessen, wie tief die Gelehrsamkeit zu seiner Zeit bereits abgesunken war.“ Für den lateinischen Westen „ist das 6. Jahrhundert die dunkelste Phase im kulturellen Verfall dieser Zeit, in der das Abschreiben klassischer Texte so sehr abnahm, dass es einem Abbruch der Kontinuität der heidnischen Kultur gefährlich nahe kam. Die Dunklen Jahrhunderte bedrohten unwiederbringlich die Überlieferung klassischer Texte.“
Die Briefe des Bonifatius, in denen er den Bildungsnotstand des Klerus zu seiner Zeit beklagt, deuten ebenfalls auf den Verfall, der nach Laudage und anderen auf das 5. Jahrhundert zurückgeht. Zur Zeit Isidors wurde ein Gesetz erlassen, das Analphabeten vom Amt des Bischofs ausschloss – dem höchsten Amt, das die Kirche damals zu vergeben hatte. Laut den Briefen des Alkuin, der sich bemühte, den Bildungsstand im karolingischen Reich zu heben, hatte dieses Gesetz allerdings kaum Erfolg.

### Die klösterliche Überlieferung
Es ist vor allem der Abschreibtätigkeit der Mönche zu verdanken, dass der noch vorhandene Teil der antiken Literatur erhalten blieb, der nunmehr auf dem im kontinentalen Klima haltbaren Pergament überliefert wurde. Da dieser Beschreibstoff seit dem Frühmittelalter den Gebrauch von ägyptischem Papyrus abgelöst hatte, sind wir auch heute noch in etwa im Besitz derjenigen Texte, die Cassiodor zur Verfügung standen: „Die ausgesprochen dürftige Überlieferung der klassischen Kultur in diesen Dunklen Jahrhunderten verleiht dann der Karolingischen Renaissance besondere Bedeutung, in der aufgrund antiker Codices, die den Zusammenbruch des Römischen Reiches überlebt haben, wiederum antike Autoren ans Licht kommen, die von den Dunklen Jahrhunderten wahrscheinlich zur damnatio memoriae verurteilt worden wären.“

„Es gehört zu den erstaunlichsten Paradoxien der Weltgeschichte, daß gerade Kirche und Mönchtum, die einst so erbittert und grundsätzlich gegen die freizügige, erotische Literatur der heidnischen Antike aus tiefer religiöser Überzeugung gekämpft hatten, die wichtigsten Übermittler auch von Texten solcher Art wurden. War es der lebendige ästhetische Reiz derselben, der ihr Überleben in Klosterbibliotheken ermöglichte oder war es die nun mehr freiere Geisteshaltung des Mittelalters gegenüber einer vergangenen Kulturtradition, die das siegreiche Christentum nicht mehr als bedrohlich bekämpfen mußte? Auf jeden Fall kam es zu einer geradezu lustvollen Übernahme des sehr weltlichen, antiken Erbes, das man einst als teuflische Gegenwelt auszutilgen versucht hatte.“

Aus dem 16. und 17. Jahrhundert zurückrechnend kommt man für den Beginn des Spätmittelalters (um 1250) auf einen Alphabetisierungsgrad in Kontinentaleuropa von etwa 1 %. Grob geschätzt bedeutet dies: Die 90 % Landbevölkerung waren Analphabeten, von den 10 % Stadtbevölkerung waren es dann wiederum nur 10 %, die lesen und schreiben konnten. Die regionalen Unterschiede konnten aber erheblich sein: In Skandinavien war dies die Saga-Zeit mit sehr hohem Alphabetisierungsgrad. Das Mittelalter zeigte von 700 bis 1500 aber Hinweise für eine ständige Zunahme der Schriftlichkeit. Im 6. und 7. Jahrhundert muss demnach die Verbreitung von Schriftlichkeit im Westen sehr gering gewesen sein.

### Antike Bildung im Oströmischen und Byzantinischen Reich
Im griechischen Osten des römischen Reiches wiesen die Traditionslinien, zumal verglichen mit dem lateinischen Westen, weitaus weniger Brüche auf, sowohl was die Überlieferung als auch was die Bildungstradition anbelangt. Zumindest bis um 600 existierte hier weiterhin eine gebildete Elite, die sich um die Pflege der überlieferten Literatur kümmerte. Dabei ist zu beachten, dass bis ins späte 6. Jahrhundert auch in der oströmischen Oberschicht neben griechischen Texten auch noch lateinische Werke gelesen und tradiert wurden. Nicht nur schrieben hier Autoren wie Jordanes und Gorippus noch um 550 lateinische Werke in klassischer Tradition, sondern es wurden auch noch Texte von Autoren wie Cicero oder Sallust kopiert. Erst nach 600 erlosch im Osten die Kenntnis der lateinischen Sprache und Literatur.
Durch die Paideia, die klassische Form der Bildung, unterschied man sich von den Barbaren und dem gewöhnlichen Bürger und war stolz darauf, durchaus auch als Christ. Im Jahre 529 (531?) wurde zwar die platonische Akademie in Athen durch Justinian I. geschlossen, doch andere ursprünglich nichtchristliche Bildungszentren wie Alexandria existierten weiter. Diese verloren allerdings im 6./7. Jahrhundert an Bedeutung und wurden teils abrupt geschlossen. In Alexandria, dem wohl wichtigsten Zentrum antiker Bildung, kam es im Gegensatz zu Athen zu einem weitgehenden Ausgleich zwischen klassischer Tradition und dem Christentum in den Werken christlicher Autoren wie Johannes Philoponos und Stephanos von Alexandria sowie wohl auch im Großepos des Nonnos von Panopolis. Die dortige Hochschule ging erst nach 600 infolge der persischen Invasion und der folgenden arabischen Eroberung zugrunde.
Auch im Osten gab es Brüche und Krisen, bei denen Buchbestände verloren gegangen sein dürften; insbesondere stellten im 7. Jahrhundert der große Perserkrieg (603–628/29) und die darauffolgende Islamische Expansion einen ersten markanten Einschnitt dar. Dieser fiel allerdings nicht so radikal aus wie jener, der die lateinische Bildung des Westens im 6. Jahrhundert betroffen hatte.
Denn die in Byzanz vorhandene Kulturkontinuität war der Grund dafür, dass die (griechische) klassische Literatur hier auch nach dem Ende der Antike im 7. Jahrhundert und nach den Wirren der frühen mittelbyzantinischen Zeit weiter rezipiert wurde. Nach dem christlichen Bilderstreit in Byzanz (8. und, so die neuere Forschung, vor allem frühes 9. Jahrhundert) gibt es nur noch selten zuverlässige Hinweise auf deutliche Ablehnung klassischer Literatur bei byzantinischen Autoren. So hat der Mönch Maximos Planudes aus seiner 1301 erstellten Edition der Griechischen Anthologie solche Epigramme gelöscht, die ihm anstößig schienen. Doch blieb diese Zensur eine Ausnahme.
Im byzantinischen Reich konnten auch solche Autoren, die bei der Umschreibung von Rolle auf Codex ab dem 3./4. Jahrhundert keine Berücksichtigung fanden, zumindest noch in Auszügen in Kompilationen und Sekundärreferenzen überdauern. Vermutlich zu Beginn des 11. Jahrhunderts entstand dort die Suda, ein Lexikon mit Referenzen auf zahlreiche heute verlorene Werke. Die Autoren der Suda griffen wohl zum größten Teil auf besagte Sekundärreferenzen, vor allem auf bereits früher kompilierte Lexika, zurück.
Im 9. Jahrhundert lagen dem Patriarchen Photios dagegen offenbar noch einige antike und spätantike griechische Texte zur Gänze vor, die heute vollständig oder zu großen Teilen verloren sind; darunter Werke von Ktesias von Knidos, Diodor, Dionysios von Halikarnassos, Arrian, Cassius Dio, Dexippos, Priskos, Malchus von Philadelphia und Candidus (die teils bereits Christen waren). Diese las er gemeinsam mit Freunden, ohne einen Unterschied zwischen paganen und christlichen Autoren zu machen. Kaiser Konstantin VII. ließ im 10. Jahrhundert (hauptsächlich byzantinische) Historiker auswerten und zusammenfassen, die heute teilweise verloren sind, und im 12. Jahrhundert benutzte der Geschichtsschreiber Johannes Zonaras für seine Epitome ebenfalls ältere byzantinische historische Quellen, deren Inhalt nur noch durch seine Zusammenfassungen bekannt ist. Insbesondere in Konstantinopel muss es folglich Bibliotheken gegeben haben, in denen noch im Hochmittelalter heute verlorene byzantinische Werke aufbewahrt wurden.
Als Grund für den Bruch mit älterer Literatur im byzantinischen Mittelalter wird die sinkende Bedeutung von Paideia ab dem späten 11. Jahrhundert vermutet, vor allem aber die militärischen und sozialen Wirren, die die spätbyzantinische Zeit prägten. Dennoch konnten byzantinische Gelehrte wie Georgios Gemistos Plethon dem Abendland nach dem Zusammenbruch von Byzanz im 15. Jahrhundert immerhin einen Nukleus an antiker griechischer Bildung und Literatur übermitteln, der dort das Mittelalter überdauert hatte.

### Arabische Überlieferung
Die islamische Expansion des 7. Jahrhunderts brachte große Teile des Oströmischen Reiches unter islamische Herrschaft. In den Regionen Palästina und Syrien war dabei, anders als im lateinischen Westen, eine relative kulturelle Kontinuität zu beobachten: „Da das Interesse der Invasoren an der griechischen Bildung groß war, viele Texte in die neuen Landessprachen übersetzt wurden und außerdem Strukturen und Bibliotheken weiter bestanden, die eine höhere Bildung garantieren konnten.“ Einzelne Werke und Werkzusammenstellungen von arabischen Übersetzern und Bearbeitern sind schon aus dem 7. Jahrhundert bekannt. Eine wichtige Vermittlerrolle spielten christlich-syrische Gelehrte, deren Beschäftigung mit griechischer Wissenschaft und Philosophie bis in die frühe Spätantike zurückreichte. Syrien war dabei ein Sammelpunkt für Häretiker, insbesondere für den Monophysitismus, die von der katholischen Kirche verfolgt und dorthin verbannt wurden.

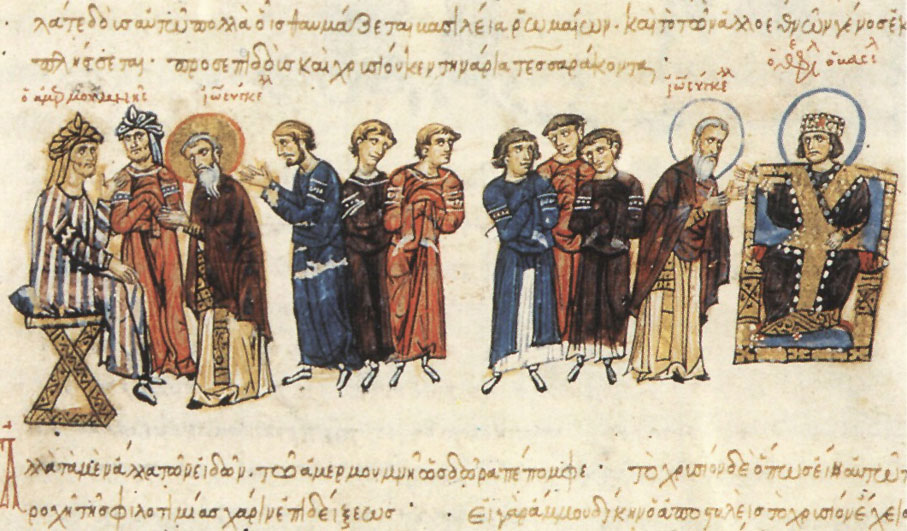
Gesandtschaft des Johannes VII. Grammatikos im Jahr 829 – links Kalif al-Ma'mūn, rechts der byzantinische Kaiser Theophilos; Detail aus der Madrider Bilderhandschrift des Skylitzes

Schon seit dem 3. Jahrhundert hatte die persische Akademie von Gundischapur im damaligen Sassanidenreich antike wissenschaftliche Schriften gesammelt, die auch arabisch schreibenden Gelehrten zugänglich waren. Hārūn ar-Raschīd berief Yuhanna ibn Masawaih nach Bagdad, der in Gundischapur bei Gabriel ibn Bochtischu studiert hatte. Für sein „Haus der Weisheit“ in Bagdad hatte sich ar-Raschīds Sohn, Kalif al-Ma'mūn, im 9. Jahrhundert antike Schriften vom byzantinischen Kaiser Theophilos erbeten, die in Bagdad in großer Zahl ins Arabische übertragen wurden. Bedeutende Übersetzer wie Hunain ibn Ishāq, der Leiter der Übersetzergruppe in Bagdad und Schüler ibn Masawaihs, waren Christen und mit der antiken Kultur vertraut. Neben den medizinischen Lehrbüchern des Hippokrates und Galenos wurden philosophische Schriften des Pythagoras von Samos, Akron von Agrigent, Demokrit, Polybos, Diogenes von Apollonia, Platon, Aristoteles, Mnesitheos von Athen, Xenokrates, Pedanios Dioskurides, Soranos von Ephesos, Archigenes, Antyllos, Rufus von Ephesos direkt aus dem Griechischen übersetzt, andere Werke wie die des Erasistratos waren den arabischen Gelehrten durch lateinische Zitate aus Galens Werken bekannt. In jüngerer Zeit wurde auch im arabischen Raum die Büchervernichtung während der Spätantike mit den Grundlagen des Christentums in Verbindung gebracht. Die wissenschaftlichen Fortschritte des christlichen Europas im 10. und 11. Jahrhundert sind nicht zuletzt dem arabischen Wissen zu verdanken.

### Rücküberlieferung nach Europa
Die „Graeco-Arabica“ genannten arabischen Übersetzungen antiker griechischer Gelehrter gelangten ab dem 11. Jahrhundert als Übersetzungen aus dem Arabischen zurück nach Europa. In Monte Cassino übersetzte Constantinus Africanus Werke der islamischen Medizin aus dem Arabischen in die lateinische Sprache.
Sizilien hatte bis 878 zum Byzantinischen Reich gehört, stand von 878–1060 als Emirat von Sizilien unter islamischer, und zwischen 1060 und 1090 unter normannischer Herrschaft. Das normannische Königreich Sizilien blieb weiterhin dreisprachig, daher fanden sich hier sprachkundige Übersetzer, zumal der Kontakt zum griechischsprachigen Byzantinischen Reich erhalten blieb. Meist wurde auf Sizilien direkt aus dem Griechischen ins Lateinische übersetzt, nur wenn keine geeigneten griechischen Texte verfügbar waren, bediente man sich arabischer Schriften.
Mit der Reconquista, der Rückeroberung des seit dem 8. Jahrhundert zu großen Teilen unter arabischer Herrschaft stehenden al-Andalus, in dem zeitweise auch die jüdische Gelehrsamkeit ein „Goldenes Zeitalter“ erlebt hatte, begann die große Epoche der lateinischen Übersetzung antiker Autoren. Nach der Eroberung der spanischen Stadt Toledo im Jahr 1085 richtete Raimund von Toledo in der Kathedralbibliothek der Stadt die Übersetzerschule von Toledo ein. Einer der produktivsten Übersetzer aus Toledo war Gerhard von Cremona.

### Suche in Europa
Die Suche italienischer Gelehrter wie Poggio Bracciolini nach antiken Schriften leitete ab dem 14. Jahrhundert die Renaissance in Europa ein. In einem unbekannten deutschen Kloster entdeckte Poggio 1418 eine erhaltene Kopie von „De rerum natura“ des Lukrez. Originale römische Papyri (Epikur, Philodemos von Gadara) wurden im 18. Jahrhundert in der Villa dei Papiri in Herculaneum aufgefunden. Die Entzifferung der verkohlten und äußerst schwer zu entrollenden Herculanensischen Papyri dauert immer noch an. Die Transkription von Palimpsesten wurde ab 1819 aufgrund der Arbeit Angelo Mais möglich. Unter anderen Werken konnte so Ciceros De re publica aus einem in der Vatikanischen Bibliothek erhaltenen Palimpsest wiedergewonnen werden.